# Ianisera trepidus
Ianisera trepidus is een pissebed uit de familie Janiridae. De wetenschappelijke naam van de soort is voor het eerst geldig gepubliceerd in 1976 door Kensley.